# 杜根藤属
杜根藤属（学名：Calophanoides）是爵床科下的一个属，为分枝亚灌木植物。该属共有10余种，分布于亚洲东南部。
杜根藤属为黑爵床属（Justicia L.）的异名。